# Hemidactylus ophiolepis
Hemidactylus ophiolepis är en ödleart som beskrevs av  George Albert Boulenger 1903. Hemidactylus ophiolepis ingår i släktet Hemidactylus och familjen geckoödlor. Inga underarter finns listade i Catalogue of Life.